# Johann Heinrich Wilhelm Dietz
Johann Heinrich Wilhelm Dietz, född 3 oktober 1843 i Lübeck, död 28 augusti 1922 i Stuttgart, var en tysk socialdemokratisk politiker och förläggare.
Dietz verkade som socialdemokratisk agitator i Hamburg, tills han 1878 utvisades därifrån som en följd av socialistlagen. Han var senare bosatt i Stuttgart som boktryckare och grundlade 1881 J.H.W.-Dietz-Verlag, huvudsakligen för socialistiska skrifter (bland annat samlingen "Internationale Bibliotek" och den omfattande Geschichte des Sozialismus in Einzeln-Darstellungen). Under åren 1881-1918 var han ledamot av tyska riksdagen. År 1883 grundlade han den inflytelserika socialistiska veckotidningen "Die Neue Zeit".